# Liste der Naturdenkmale in Burladingen
| Naturdenkmale | Anzahl |
| ------------- | ------ |
| FND           | 0      |
| END           | 40     |
| Gesamt        | 40     |

Die Liste der Naturdenkmale in Burladingen nennt die verordneten Naturdenkmale (ND) der im baden-württembergischen Zollernalbkreis liegenden Stadt Burladingen. In Burladingen gibt es insgesamt 40 als Naturdenkmal geschützte Objekte, keines ist ein flächenhaftes Naturdenkmal (FND), alle sind Einzelgebilde-Naturdenkmale (END).
Stand: 29. Juli 2024.

## Einzelgebilde (END)
| Name                                                                                   | Bild | Kennung     | Einzelheiten                                            | Position | Fläche Hektar | Datum         |
| -------------------------------------------------------------------------------------- | ---- | ----------- | ------------------------------------------------------- | -------- | ------------- | ------------- |
| Ahorn-Gruppe „Schattiger Baum“                                                         | BW   | 84170130040 | Burladingen                                             | ⊙        | 0,0           | 12. Jan. 1962 |
| Allee (7 Lind.,20 Mehlb.,2 Ulm.,1Eiche,1Wildobstb.)                                    | BW   | 84170130047 | Burladingen                                             | ⊙        | 0,0           | 12. Jan. 1962 |
| Buchen im Mettwinkel                                                                   | BW   | 84170130058 | Burladingen                                             | ⊙        | 0,0           | 22. März 1935 |
| Flintsteinknollenhöhle                                                                 | BW   | 84170130344 | Burladingen                                             | ⊙        | 0,0           | 29. Okt. 1996 |
| Heilenbergschacht                                                                      | BW   | 84170130335 | Burladingen                                             | ⊙        | 0,0           | 29. Okt. 1996 |
| Hochwachthöhle                                                                         |      | 84170130332 | Burladingen                                             | ⊙        | 0,0           | 29. Okt. 1996 |
| Kobelhöhle                                                                             |      | 84170130330 | Burladingen                                             | ⊙        | 0,0           | 29. Okt. 1996 |
| Ungerhaldenhöhle                                                                       | BW   | 84170130331 | Burladingen                                             | ⊙        | 0,0           | 29. Okt. 1996 |
| Weidefläche mit 6 Altbuchen                                                            | BW   | 84170130082 | Burladingen                                             | ⊙        | 0,0           | 12. Jan. 1962 |
| Weidefläche (2 Buchen, 1 Linde, 1 Ulme)                                                | BW   | 84170130027 | Burladingen Nicht mehr in der LUBW-Datenbank vorhanden. | ⊙        | 0,0           | 12. Jan. 1962 |
| 1 Bergahorn                                                                            | BW   | 84170130079 | Burladingen                                             | ⊙        | 0,0           | 12. Jan. 1962 |
| 1 Buche am Bühlberg                                                                    |      | 84170130064 | Burladingen                                             | ⊙        | 0,0           | 12. Jan. 1962 |
| 1 Buche am Waldeingang nach Salmessen                                                  | BW   | 84170130071 | Burladingen Nicht mehr in der LUBW-Datenbank vorhanden. | ⊙        | 0,0           | 12. Jan. 1962 |
| 1 Buche (an der Kirchholzersteige)                                                     | BW   | 84170130057 | Burladingen Nicht mehr in der LUBW-Datenbank vorhanden. | ⊙        | 0,0           | 12. Jan. 1962 |
| 1 Buche beim Schafhaus                                                                 | BW   | 84170130030 | Burladingen Nicht mehr in der LUBW-Datenbank vorhanden. | ⊙        | 0,0           | 12. Jan. 1962 |
| 1 Buche (Hausen i.K.)                                                                  | BW   | 84170130039 | Burladingen                                             | ⊙        | 0,0           | 12. Jan. 1962 |
| 1 Buche im Gemeindewald an der Markungsgrenze                                          | BW   | 84170130075 | Burladingen                                             | ⊙        | 0,0           | 12. Jan. 1962 |
| 1 Buche im Gewann Lehmgrube                                                            | BW   | 84170130042 | Burladingen                                             | ⊙        | 0,0           | 12. Jan. 1962 |
| 1 Buche im Wolftal                                                                     | BW   | 84170130044 | Burladingen Nicht mehr in der LUBW-Datenbank vorhanden. | ⊙        | 0,0           | 12. Jan. 1962 |
| 1 Buche NW-Geißenkobel                                                                 | BW   | 84170130043 | Burladingen                                             | ⊙        | 0,0           | 12. Jan. 1962 |
| 1 Buche „Weidebuche“                                                                   | BW   | 84170130035 | Burladingen                                             | ⊙        | 0,0           | 22. März 1935 |
| 1 Buche 4 stämmig „Frühbuche“                                                          | BW   | 84170130026 | Burladingen Nicht mehr in der LUBW-Datenbank vorhanden. | ⊙        | 0,0           | 12. Jan. 1962 |
| 1 Eiche bei der Kapelle                                                                |      | 84170130045 | Burladingen                                             | ⊙        | 0,0           | 12. Jan. 1962 |
| 1 Eiche „Friedenslinde von 1871“                                                       | BW   | 84170130028 | Burladingen                                             | ⊙        | 0,0           | 12. Jan. 1962 |
| 1 Eiche „Hexeneiche“                                                                   | BW   | 84170130055 | Burladingen                                             | ⊙        | 0,0           | 22. März 1935 |
| 1 Eiche „St.-Johannes-Eiche“ mit Bildstöckle                                           | BW   | 84170130060 | Burladingen                                             | ⊙        | 0,0           | 12. Jan. 1962 |
| 1 Esche über der Quelle                                                                |      | 84170130050 | Burladingen                                             | ⊙        | 0,0           | 12. Jan. 1962 |
| 1 Feldahorn an der Gemarkungsgrenze                                                    | BW   | 84170130025 | Burladingen                                             | ⊙        | 0,0           | 12. Jan. 1962 |
| 1 Lärche im Gemeindewald Eschenrain                                                    | BW   | 84170130054 | Burladingen                                             | ⊙        | 0,0           | 12. Jan. 1962 |
| 1 Linde am Katzensteigle                                                               | BW   | 84170130051 | Burladingen                                             | ⊙        | 0,0           | 12. Jan. 1962 |
| 1 Linde am Wasserbehälter(früher: 2 Linden westl.v.Wasserbehälter)                     | BW   | 84170130062 | Burladingen                                             | ⊙        | 0,0           | 12. Jan. 1962 |
| 1 Linde an der Kapelle beim Schulhaus                                                  |      | 84170130023 | Burladingen                                             | ⊙        | 0,0           | 12. Jan. 1962 |
| 1 Linde auf dem Allmandfeld (früher: 7 Linden auf dem Allmandfeld)                     |      | 84170130067 | Burladingen                                             | ⊙        | 0,0           | 12. Jan. 1962 |
| 1 Linde beim Kriegerdenkmal                                                            |      | 84170130080 | Burladingen                                             | ⊙        | 0,0           | 12. Jan. 1962 |
| 1 Linde mit Brunnen                                                                    |      | 84170130069 | Burladingen Nicht mehr in der LUBW-Datenbank vorhanden. | ⊙        | 0,0           | 12. Jan. 1962 |
| 1 Linde „Schraermaierlinde“                                                            | BW   | 84170130061 | Burladingen                                             | ⊙        | 0,0           | 12. Jan. 1962 |
| 1 Linde vor der Kirche                                                                 | BW   | 84170130046 | Burladingen Nicht mehr in der LUBW-Datenbank vorhanden. | ⊙        | 0,0           | 12. Jan. 1962 |
| 1 Linde                                                                                | BW   | 84170130066 | Burladingen Nicht mehr in der LUBW-Datenbank vorhanden. | ⊙        | 0,0           | 22. März 1935 |
| 1 Rotbuche am Weg zum Hof Küche                                                        | BW   | 84170130020 | Burladingen Nicht mehr in der LUBW-Datenbank vorhanden. | ⊙        | 0,0           | 12. Jan. 1962 |
| 1 Spitzahorn                                                                           | BW   | 84170130212 | Burladingen Nicht mehr in der LUBW-Datenbank vorhanden. | ⊙        | 0,0           | 28. Apr. 1995 |
| Buchen auf ehemaliger Weidefläche                                                      | BW   | 84170130081 | Burladingen                                             | ⊙        | 0,0           | 12. Jan. 1962 |
| 2 Lärchen bei der Schutzhütte                                                          |      | 84170130074 | Burladingen                                             | ⊙        | 0,0           | 12. Jan. 1962 |
| 2 Linden, 9 Linden und 1 Linde beim Rathaus entlang der Hauptstr. u. am Weg zum Köbele | BW   | 84170130053 | Burladingen                                             | ⊙        | 0,0           | 12. Jan. 1962 |
| 1 Ulmen auf dem Ehresfeld                                                              | BW   | 84170130037 | Burladingen                                             | ⊙        | 0,0           | 12. Jan. 1962 |
| 2 Weidebuchen auf Schafweide                                                           | BW   | 84170130036 | Burladingen Nicht mehr in der LUBW-Datenbank vorhanden. | ⊙        | 0,0           | 12. Jan. 1962 |
| 3 Buchen „Dreistämmige Buche“                                                          | BW   | 84170130038 | Burladingen                                             | ⊙        | 0,0           | 12. Jan. 1962 |
| 3 Linden beim Köbele(früher: 3 Linden auf Allmandfeld)                                 | BW   | 84170130052 | Burladingen                                             | ⊙        | 0,0           | 12. Jan. 1962 |
| 3 Sommerlinden an der Kapelle                                                          |      | 84170130048 | Burladingen Nicht mehr in der LUBW-Datenbank vorhanden. | ⊙        | 0,0           | 12. Jan. 1962 |
| 4 Buchen bei der Seemühle                                                              | BW   | 84170130063 | Burladingen                                             | ⊙        | 0,0           | 12. Jan. 1962 |
| 4 Buchen um ein Bildstöckle                                                            | BW   | 84170130033 | Burladingen                                             | ⊙        | 0,0           | 22. März 1935 |
| 4 Weidebuchen auf dem Käpfle                                                           | BW   | 84170130041 | Burladingen Nicht mehr in der LUBW-Datenbank vorhanden. | ⊙        | 0,0           | 12. Jan. 1962 |
| 5 Linden an der Friedhofskapelle                                                       | BW   | 84170130056 | Burladingen                                             | ⊙        | 0,0           | 12. Jan. 1962 |
| 5 Linden auf ehemaliger Viehweide (früher: 6 Linden)                                   |      | 84170130065 | Burladingen                                             | ⊙        | 0,0           | 22. März 1935 |
| 6 Linden im Friedhof                                                                   | BW   | 84170130073 | Burladingen                                             | ⊙        | 0,0           | 12. Jan. 1962 |
| Legende für Naturdenkmal                                                               |      |             |                                                         |          |               |               |